# Campeonato Sergipano de Futebol de 2013
O Campeonato Sergipano de Futebol de 2013 foi a 90º edição da divisão principal do campeonato estadual de Sergipe, cujo nome oficial foi Sergipão Chevrolet 2013 por motivos de patrocínios.  A competição premiou os dois melhores clubes com vagas para a Copa do Brasil de 2014, para a Copa do Nordeste de 2014 e para o campeão uma para a Série D de 2013.
Em consonância com o projeto de angariamento do futebol sergipano, no ano de 2013 o Sergipão contou com a participação de 4 das mais densas cidades do interior sergipano: Itabaiana, Lagarto, Estância e Nossa Senhora do Socorro que, somando-se aos clubes tradicionais da capital Aracaju, tem viabilizado a mobilização de cada vez maiores massas de torcedores de suas respectivas praças desportivas.
Portanto, tal planejamento vem compactuando com as edições anteriores no sentido de se trazer maior visibilidade e reconhecimento que resultem em contínua valorização do futebol local e regional.
No que concerne aos valores da tradição desportiva, o sucesso de tal empreitada tem sido reconhecido principalmente pela volta da importância e consideração das torcidas do maior clássico das terras sergipanas: Sergipe x Confiança, também conhecido como Derby Sergipano, nos jogos que se enfrentaram:
- Em 17 de Março, no Estádio Batistão, em jogo válido pelo 1º turno da Segunda fase da competição (partida de ida), o público pagante foi de 13.422 pessoas.
- Em 1 de Maio, no Estádio Batistão, em jogo válido pelo 2º Turno da Segunda fase do campeonato (partida de volta), o público pagante foi de 10.174 pessoas.

Ademais, os torcedores do Itabaiana e Estanciano destacam-se como principais forças do interior por seu apoio aos seus respectivos times. Eles estão dentre os clubes com as principais médias média de público da competição: os ceboleiros com média de 1.243 pagantes por partida realizada e os canarinhos com 1.026 pagantes por partida.
Nesta edição do campeonato estadual, vale frisar os esforços na reconsideração da cidade de Estância como uma força representativa importante em âmbito regional ao mobilizar sua cidade em torno do seu clube de maior tradição, o Estanciano Esporte Clube. Tal apoio tem se revelado ao time o título de sensação do campeonato, visto que este ascendeu da 2ª divsão de 2012, despontou à fase final da disputa, dando alegrias ao seu torcedor ao reviver momentos áureos do Canarinho do Piauitinga. A equipe enfrentou o hegemônico Sergipe nas semifinais da competição.
Dentre as equipes rebaixadas, o América de Propriá foi o primeiro a amargar o descenso à 2ª divsão de 2014, na 17ª rodada, a penúltima de toda competição. Num jogo emocionante, o tricolor da ribeirinha perdeu para o Boca Júnior  por 4 a 3 no Estádio Governador Augusto Franco na cidade de  Estância. Por outro lado, na última e mais emocionante rodada do campeonatoa segunda equipe a cair foi o mesmo Boca Júnior que se via até então fora da zona de descenso. Jogando o clássico local contra o Estanciano, o Boca perde o jogo com um gol marcado por Cesinha aos 43 minutos do segundo tempo, vitória esta que proporcionou a classificação triunfante do Canarinho do Piauitinga à fase seguinte da competição.

## Formato
A competição será dividida em duas fases. A primeira fase se chamará de Copa Governo do Estado de Sergipe  contará com a participação de oito equipes (Confiança e Itabaiana estarão participando da Copa do Nordeste), divididas em dois grupos de quatro, A e B. Essas equipes jogarão dentro do mesmo grupo, no sistema de ida e volta. As duas melhores de cada grupo se classificam para o cruzamento olímpico, os vencedores decidem o título em dois jogos, com mando de campo, para equipe de melhor campanha na fase de classificação. O campeão dessa fase tem vaga assegurada na Copa do Brasil de 2014.
A segunda fase  contará com a partição de dez equipes, inclusive Itabaiana e Confiança. Essas equipes jogarão entre si, no sistema de ida e volta. Os quatro primeiro colocados vão para o cruzamento olímpico. Os vencedores dessa fase decidem o titulo estadual em dois jogos, com mando de campo para o jogo final, da equipe que tiver melhor índice técnico nessa fase.

### Critério de desempate
Os critério de desempate foram aplicados na seguinte ordem:
1. Maior número de vitórias
2. Maior saldo de gols
3. Maior número de gols pró (marcados)
4. Maior número de gols contra (sofridos)
5. Confronto direto
6. Sorteio

## Equipes participantes
| Equipe                              | Cidade                   | Em 2012       | Estádio                       | Capacidade | Títulos             |
| ----------------------------------- | ------------------------ | ------------- | ----------------------------- | ---------- | ------------------- |
| América Futebol Clube (Sergipe)     | Propriá                  | 1º (Série A2) | Antônio Valadares (Vavazão)*  | 10.235     | 2 (em 1966 e 2007)  |
| Sociedade Boca Júnior Futebol Clube | Estância                 | 3º (Série A2) | Augusto Franco (Francão)      | 8.000      | 0 (não possui)      |
| Associação Desportiva Confiança     | Aracaju                  | 2º (Série A1) | Lourival Baptista (Batistão)  | 14.000     | 18 (último em 2009) |
| Associação Olímpica de Itabaiana    | Itabaiana                | 1º (Série A1) | Presidente Médici (Tremendão) | 11.244     | 10 (último em 2012) |
| Estanciano Esporte Clube            | Estância                 | 2º (Série A2) | Augusto Franco (Francão)      | 8.000      | 0 (não possui)      |
| Lagarto Futebol Clube               | Lagarto                  | 6º (Série A1) | Paulo Barreto (Barretão)      | 8.000      | 0 (não possui)      |
| Olímpico Esporte Clube              | Itabaianinha             | 8º (Série A1) | Antônio Brejeiro (Brejeirão)  | 4.000      | 0 (não possui)      |
| Sociedade Esportiva River Plate     | Carmópolis               | 4º (Série A1) | Fernando França (Franção)     | 5.000      | 2 (em 2010 e 2011)  |
| Club Sportivo Sergipe               | Aracaju                  | 7º (Série A1) | Lourival Baptista (Batistão)  | 14.000     | 31 (último em 2003) |
| Associação Desportiva Socorrense    | Nossa Senhora do Socorro | 5º (Série A1) | Wellington Elias (Lelezão)    | 3.000      | 0 (não possui)      |

- O América de Propriá irá mandar as suas partidas da Copa Governo na cidade de Maruim no Vavazão, por falta manutenção no Estádio Durval Feitosa

## Primeira fase -Copa Governo do Estado de Sergipe

### Grupo A
| Pos. | Equipe             | Pts | J | V | E | D | GP | GC | SG |
| ---- | ------------------ | --- | - | - | - | - | -- | -- | -- |
| 1    | Sergipe            | 14  | 6 | 4 | 2 | 0 | 9  | 1  | +8 |
| 2    | Olímpico           | 8   | 6 | 2 | 2 | 2 | 5  | 4  | +1 |
| 3    | Boca Júnior        | 7   | 6 | 2 | 1 | 3 | 5  | 8  | -3 |
| 4    | América de Propriá | 4   | 6 | 1 | 1 | 4 | 2  | 8  | -6 |

### Grupo B
| Pos. | Equipe         | Pts | J | V | E | D | GP | GC | SG |
| ---- | -------------- | --- | - | - | - | - | -- | -- | -- |
| 1    | River Plate-SE | 10  | 6 | 3 | 1 | 2 | 8  | 6  | +2 |
| 2    | Lagarto        | 10  | 6 | 2 | 4 | 0 | 8  | 4  | +4 |
| 3    | Socorrense     | 6   | 6 | 1 | 3 | 2 | 4  | 6  | -2 |
| 4    | Estanciano     | 5   | 6 | 1 | 2 | 3 | 5  | 9  | -4 |

### Desempenho por rodada
- Clubes que lideraram o campeonato ao final de cada rodada:

| 1   | 2   | 3   | 4   | 5   | 6   |
| RPL | SER | SER | SER | SER | SER |

- Clubes que ficaram na última posição do campeonato ao final de cada rodada:

| 1   | 2   | 3   | 4   | 5   | 6   |
| EST | AMÉ | EST | AMÉ | BOC | AMÉ |

### Fase final
|  | Semifinais     | Semifinais     | Semifinais | Semifinais |   |         | Final | Final | Final | Final |
|  |                |                |            |            |   |         |       |       |       |       |
|  | Sergipe        | 2              | -          | 2          |   |         |       |       |       |       |
|  | Lagarto        | 1              | -          | 1          |   |         |       |       |       |       |
|  | Lagarto        | 1              | -          | 1          |   | Sergipe | 1     | 1     | 2     |       |
|  |                |                |            |            |   | Sergipe | 1     | 1     | 2     |       |
|  |                | River Plate-SE | 0          | 1          | 1 |         |       |       |       |       |
|  | River Plate-SE | River Plate-SE | 0          | 1          | 1 | 1       | -     | 1     |       |       |
|  | River Plate-SE |                |            |            |   | 1       | -     | 1     |       |       |
|  | Olímpico       | 0              | -          | 0          |   |         |       |       |       |       |

| Copa Governador do Estado de 2013 |
| Sergipe                           |
| --------------------------------- |
| Sergipe Campeão (1º título)       |

### Jogos
| 06 de fevereiro | Sergipe                   | 2 - 1 | Lagarto    | Lourival Baptista, Aracaju                                 |
| 20:00           | Nivaldo 14' · Leandro 28' |       | Carlos 41' | Público: 1,624 pagantes Árbitro: SE Vinicius Tavares Moura |

| 06 de fevereiro | River Plate-SE | 1 - 0 | Olímpico | Fernando França, Carmópolis                        |
| 20:00           | Robson 85'     |       |          | Público: 238 pagantes Árbitro: SE Wendell Oliveira |

### Final
Jogo de ida
| 14 de fevereiro | River Plate-SE | 0 – 1 | Sergipe     | Fernando França, Carmópolis                               |
| 20:00           |                |       | Rodrigo 54' | Público: 1 045 pagantes Árbitro: SE Rogério Lima da Rocha |

Jogo de volta
| 17 de fevereiro | Sergipe   | 1 – 1 | River Plate-SE    | Lourival Baptista, Aracaju                                      |
| 16:00           | David 29' |       | Leandro Kivel 10' | Público: 5 753 pagantes Árbitro: SE Claudinor dos Santos Junior |

## Segunda fase

### Desempenho por rodada
- Clubes que lideraram o campeonato ao final de cada rodada:

| Liderança do Campeonato Sergipano | Liderança do Campeonato Sergipano | Liderança do Campeonato Sergipano | Liderança do Campeonato Sergipano | Liderança do Campeonato Sergipano | Liderança do Campeonato Sergipano | Liderança do Campeonato Sergipano | Liderança do Campeonato Sergipano | Liderança do Campeonato Sergipano | Liderança do Campeonato Sergipano | Liderança do Campeonato Sergipano | Liderança do Campeonato Sergipano | Liderança do Campeonato Sergipano | Liderança do Campeonato Sergipano | Liderança do Campeonato Sergipano | Liderança do Campeonato Sergipano | Liderança do Campeonato Sergipano | Liderança do Campeonato Sergipano |
| --------------------------------- | --------------------------------- | --------------------------------- | --------------------------------- | --------------------------------- | --------------------------------- | --------------------------------- | --------------------------------- | --------------------------------- | --------------------------------- | --------------------------------- | --------------------------------- | --------------------------------- | --------------------------------- | --------------------------------- | --------------------------------- | --------------------------------- | --------------------------------- |
| 1                                 | 2                                 | 3                                 | 4                                 | 5                                 | 6                                 | 7                                 | 8                                 | 9                                 | 10                                | 11                                | 12                                | 13                                | 14                                | 15                                | 16                                | 17                                | 18                                |
| ITA                               | CON                               | SER                               | CON                               | CON                               | CON                               | SOC                               | SOC                               | SER                               | CON                               | SER                               | SER                               | SER                               | SER                               | SER                               | CON                               | SER                               | SER                               |

- Clubes que ficaram na última posição do campeonato ao final de cada rodada:

| Lanterna do Campeonato Sergipano | Lanterna do Campeonato Sergipano | Lanterna do Campeonato Sergipano | Lanterna do Campeonato Sergipano | Lanterna do Campeonato Sergipano | Lanterna do Campeonato Sergipano | Lanterna do Campeonato Sergipano | Lanterna do Campeonato Sergipano | Lanterna do Campeonato Sergipano | Lanterna do Campeonato Sergipano | Lanterna do Campeonato Sergipano | Lanterna do Campeonato Sergipano | Lanterna do Campeonato Sergipano | Lanterna do Campeonato Sergipano | Lanterna do Campeonato Sergipano | Lanterna do Campeonato Sergipano | Lanterna do Campeonato Sergipano | Lanterna do Campeonato Sergipano |
| -------------------------------- | -------------------------------- | -------------------------------- | -------------------------------- | -------------------------------- | -------------------------------- | -------------------------------- | -------------------------------- | -------------------------------- | -------------------------------- | -------------------------------- | -------------------------------- | -------------------------------- | -------------------------------- | -------------------------------- | -------------------------------- | -------------------------------- | -------------------------------- |
| 1                                | 2                                | 3                                | 4                                | 5                                | 6                                | 7                                | 8                                | 9                                | 10                               | 11                               | 12                               | 13                               | 14                               | 15                               | 16                               | 17                               | 18                               |
| BOC                              | OLÍ                              | EST                              | EST                              | EST                              | LAG                              | BOC                              | EST                              | LAG                              | EST                              | ITA                              | LAG                              | AMÉ                              | AMÉ                              | AMÉ                              | AMÉ                              | AMÉ                              | AMÉ                              |

## Fase final
|  | Semifinais     | Semifinais | Semifinais | Semifinais |   |                 | Final | Final | Final | Final |
|  |                |            |            |            |   |                 |       |       |       |       |
|  | Estanciano     | 1          | 0          | 1          |   |                 |       |       |       |       |
|  | Sergipe        | 2          | 1          | 3          |   |                 |       |       |       |       |
|  | Sergipe        | 2          | 1          | 3          |   | River Plate-SE' | 0     | 2     | 2     |       |
|  |                |            |            |            |   | River Plate-SE' | 0     | 2     | 2     |       |
|  |                | Sergipe    | 0          | 3          | 3 |                 |       |       |       |       |
|  | Confiança      | Sergipe    | 0          | 3          | 3 | 2               | 1     | 3     |       |       |
|  | Confiança      |            |            |            |   | 2               | 1     | 3     |       |       |
|  | River Plate-SE | 1          | 2          | 3          |   |                 |       |       |       |       |

| Campeonato Sergipano Chevrolet 2013 |
| Sergipe                             |
| ----------------------------------- |
| Sergipe Campeão (33º título)        |

### Jogos de Ida
| 12 de maio | Estanciano | 1 - 2 | Sergipe | Augusto Franco , Estância |
| 16:00      |            |       |         | Público: 3 767 pagantes   |

| 12 de maio | Confiança | 2 - 1 | River Plate-SE | Estádio Batistão, Aracaju |
| 16:00      |           |       |                | Público: 1 585 pagantes   |

### Jogos de Volta
| 15 de maio | Sergipe   | 1 - 0 | Estanciano | Estádio Batistão, Aracaju |
| 20:15      | Lucão 51' |       |            | Público: 3 318 pagantes   |

| 15 de maio | River Plate-SE          | 2 - 1 | Confiança       | Fernando França, Carmópolis                                 |
| 20:15      | Lelê 6' · Claudiney 48' |       | Diego Neves 37' | Público: 1 360 pagantes Árbitro: SP Paulo Cesar de Oliveira |

### Final

#### Jogo de Ida[9]
| 19 de maio | River Plate-SE | 0 – 0 | Sergipe | Estádio Batistão, Aracaju                                   |
| 16:00      |                |       |         | Público: 4 283 pagantes Árbitro: MG Ricardo Marques Ribeiro |

#### Jogos de Volta
| 26 de maio | Sergipe | 3 – 2 | River Plate-SE | Estádio Batistão, Aracaju                                        |
| 16:00      |         |       |                | Público: 9 011 pagantes Árbitro: GO André Luiz de Freitas Castro |

## Artilharia
| Gols | Jogador       | Time               |
| ---- | ------------- | ------------------ |
| 10   | Leandro Kivel | River Plate        |
| 9    | Augusto Ramos | Confiança          |
| 7    | Jorginho      | Socorrense         |
| 7    | Brasinha      | Estanciano         |
| 7    | Lucão         | Sergipe            |
| 6    | Bibi          | River Plate        |
| 6    | Clóves        | Estanciano         |
| 6    | Rafael        | Sergipe            |
| 5    | Magal         | América de Propriá |
| 5    | Wallace       | Confiança          |

## Maiores públicos pagantes
Esses foram os maiores públicos pagantes do Campeonato Sergipano
| Nº | Público | Mandante       | Placar | Visitante      | Estádio          | Data  | Rodada        |
| -- | ------- | -------------- | ------ | -------------- | ---------------- | ----- | ------------- |
| 1º | 13.422  | Sergipe        | 2 x 2  | Confiança      | Estádio Batistão | 17/03 | 8ªR/2ª Fase   |
| 2º | 10.174  | Confiança      | 0 x 1  | Sergipe        | Estádio Batistão | 01/05 | 17ªR/2ª Fase  |
| 3º | 9.011   | Sergipe        | 3 x 2  | River Plate-SE | Estádio Batistão | 26/05 | Final/2ª Fase |
| 4º | 5.753   | Sergipe        | 1 x 1  | River Plate-SE | Estádio Batistão | 17/02 | Final/1ª Fase |
| 5º | 4.283   | River Plate-SE | 0 x 0  | Sergipe        | Estádio Batistão | 19/05 | Final/2ª Fase |

### Média de público
A média de público considera apenas os jogos da equipe como mandante.
| Nº | Time               | Total   | Jogos | Média |
| -- | ------------------ | ------- | ----- | ----- |
| 1  | Sergipe            | 45.238  | 16    | 2.827 |
| 2  | Confiança          | 19.503  | 10    | 1.950 |
| 3  | Itabaiana          | 11.190  | 9     | 1.243 |
| 4  | Estanciano         | 14.179  | 13    | 1.090 |
| 5  | River Plate-SE     | 10.314  | 16    | 644   |
| 6  | Lagarto            | 7.233   | 12    | 602   |
| 7  | Socorrense         | 3.279   | 10    | 327   |
| 8  | Olímpico           | 2.324   | 12    | 193   |
| 9  | Boca Júnior        | 2.265   | 12    | 188   |
| 10 | América de Propriá | 1.712   | 12    | 142   |
| —  | Sergipano de 2013  | 117.237 | 116   | 1.010 |

| Maior média de público do Sergipano 2013 |
| ---------------------------------------- |
| Sergipe                                  |

- i. ^ Considera-se apenas o público pagante
- Dados atualizado até a 15ª Rodada

### Contra os grandes
Veja abaixo, os públicos dos times contra os grandes do futebol sergipano, Associação Desportiva Confiança, Associação Olímpica de Itabaiana e Club Sportivo Sergipe.  Ingresso encontra-se em valor inteiro, com direito a meia entrada. "M" representa o ingresso arquibancada para mulheres.
|  |               |
|  | Maior público |

## Premiação
| Vice Campeão:  | Terceiro colocado: | Quarto colocado:  | Melhor do Interior: |
| -------------- | ------------------ | ----------------- | ------------------- |
| River Plate-SE | Confiança          | Estanciano        | River Plate-SE      |
| Público total: | Renda total:       | Média de público: | Média de renda:     |
| 117.237        | R$ 942.698,00      | 1.010             | R$ 7.855,81         |

## Seleção do Campeonato
Prêmios
- Técnico: Givanildo Sales (Sergipe)
- Artilheiro: Leandro Kível (River Plate-SE)
- Craque: Carlinhos (Sergipe)
- Reveleção: Jerfesson (Confiança)

Time
- Goleiro: Pablo (River Plate-SE)
- Zagueiro: Cláudio Baiano (Sergipe)
- Zagueiro: Valdson (Confiança)
- Lateral-Direito: Carlinhos (Sergipe)
- Lateral-Esquerdo: Pedrinho (River Plate-SE)
- Volante: Raulino (River Plate-SE)
- Volante: Richardson (Confiança)
- Meio-campo: Rafael (Sergipe)
- Meio-campo: Brasinha (Estanciano)
- Atacante: Leandro Kível (River Plate-SE)
- Atacante: Fabinho Cambalhota (Sergipe)